# Baglad
Baglad is een plaats (község) en gemeente in het Hongaarse comitaat Zala. Baglad telt 61 inwoners (2001).

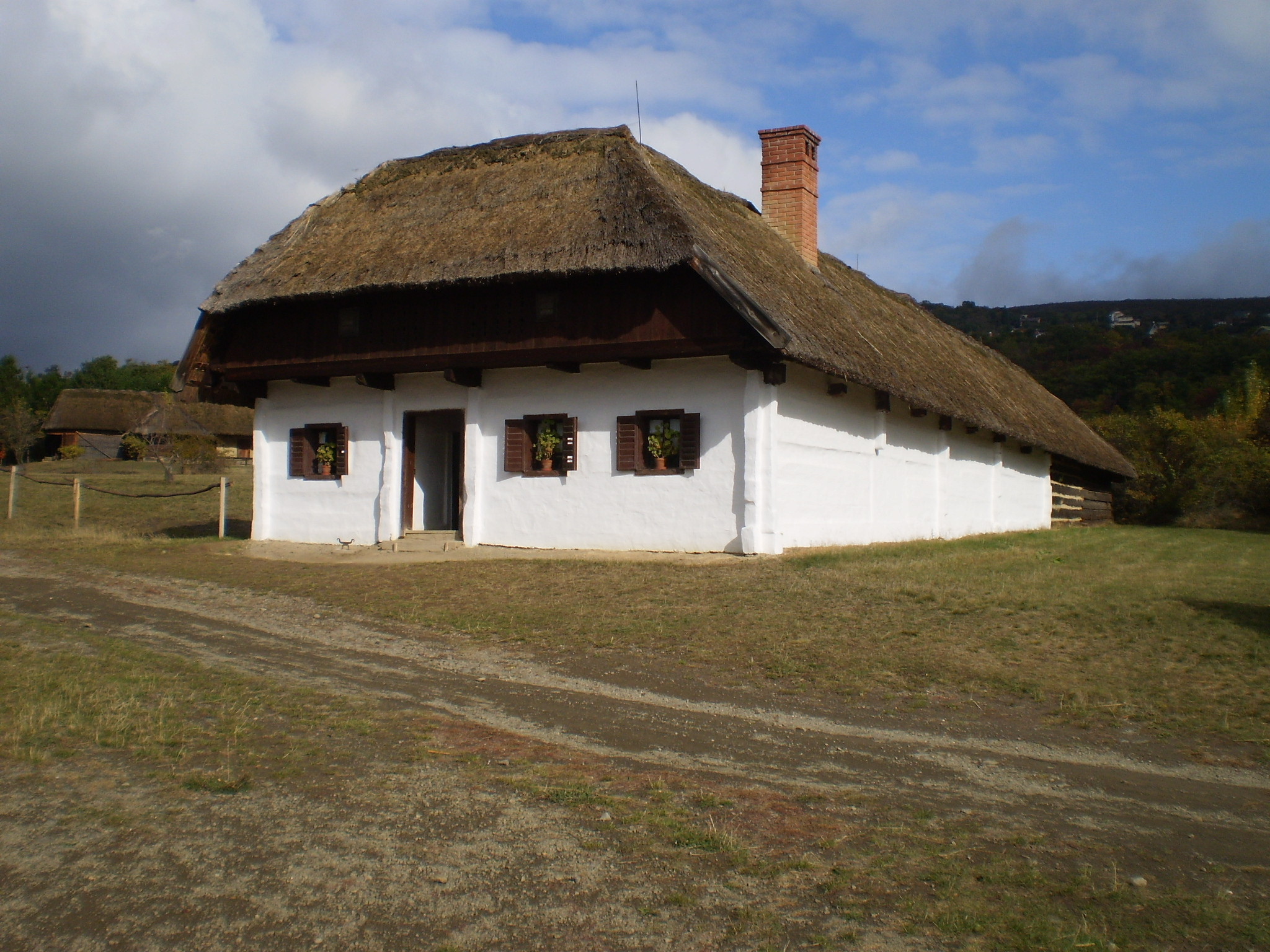